# Justicia potamophila
Justicia potamophila är en akantusväxtart som beskrevs av Gustav Lindau. Justicia potamophila ingår i släktet Justicia och familjen akantusväxter. Inga underarter finns listade i Catalogue of Life.